# Décret-loi en droit français
Pour un article plus général, voir Décret-loi.
 (novembre 2018).
Si vous disposez d'ouvrages ou d'articles de référence ou si vous connaissez des sites web de qualité traitant du thème abordé ici, merci de compléter l'article en donnant les références utiles à sa vérifiabilité et en les liant à la section « Notes et références ».
En droit français, le décret-loi était un acte de gouvernement pris en vertu d'une habilitation législative dans un domaine relevant normalement de la compétence de la loi. C'est l'une des deux variantes de la procédure législative déléguée. 
Le décret-loi était, en France, sous la IIIe et sous la IVe République, une extension exceptionnelle du pouvoir réglementaire dans le domaine législatif, permise par une loi d'habilitation votée par le Parlement.

## Histoire
En France, il existe deux, voire trois catégories de décrets-lois.
La première catégorie de décrets-lois correspond aux actes pris par des gouvernements provisoires. Il s'agit :
1. Des actes pris par le Gouvernement provisoire du 24 février 1848, date de la proclamation de la République, au 4 mai 1848, date de la première réunion de l'Assemblée nationale constituante[2],[3],
2. Des actes pris par Louis-Napoléon Bonaparte du coup d'État du 2 décembre 1851 au 29 mars 1852, date de l'entrée en vigueur de la Constitution du 14 janvier 1852[2],[3],
3. Des actes pris par le Gouvernement de la Défense nationale du 4 septembre 1870, date de la proclamation de la République, au 12 février 1871, date de la première réunion, à Bordeaux, de l'Assemblée nationale[2],[3].

La deuxième catégorie de décrets-lois correspond aux décrets pris sur habilitation législative.
La troisième catégorie de décret-lois correspond aux décrets pris dans des matières relevant du domaine du règlement, en vertu d'une extension de celui-ci. 
La pratique des décrets-lois est inaugurée pendant la Première Guerre mondiale. En 1924, une loi du 24 mars accorde au gouvernement Raymond Poincaré la faculté de procéder par décrets-lois afin de réaliser des économies. Dans les dernières années de la IIIe République, le recours aux décrets-lois devient fréquent. Les gouvernements suivants sont autorisés à agir par voie de décrets-lois : en 1933, le gouvernement Chautemps (II) par la loi du 23 décembre, ; en 1934, le gouvernement Doumergue (II) par la loi du 28 février, ; en 1935, le gouvernement Laval (IV) par la loi du 8 juin, ; en 1937, le gouvernement Chautemps (III) par la loi du 30 juin, ; en 1938-1939, au gouvernement Daladier (III) par les lois des 13 avril, et 5 octobre 1938, puis celle du 19 mars 1939,. Enfin, avec la loi du 8 décembre 1939,, les décrets-lois deviennent le procédé normal de gouvernement du pays pendant la Seconde Guerre mondiale. Entre le 1er mars 1934 et le 1er juillet 1940, sur 76 mois, la France a été 31 mois et demi sous le régime des décrets-lois ; et, entre le 1er juillet 1937 et le 1er juillet 1940, 22 mois et demi sur 36.
Sous la IVe République, l'article 13 de la Constitution du 27 octobre 1946 interdit le recours aux décrets-lois. Mais, les règles juridiques établies le cédant aux habitudes parlementaires, la plupart des gouvernements qui se succédèrent au pouvoir après 1953 recoururent, notamment par la pratique de la loi-cadre, au système des décrets-lois, interdit pourtant par la Constitution. Sous la Ve République, l'institution des ordonnances, prévues et réglementées par l'article 38 de la Constitution, correspond à l'ancienne pratique des décrets-lois. Le gouvernement peut ainsi, « pour l'exécution de son programme, demander au Parlement l'autorisation de prendre par ordonnance, pendant un délai limité, des mesures qui sont normalement du domaine de la loi ». Mais alors que les décrets, intervenant dans des matières qui ne sont pas législatives, peuvent toujours être attaqués au contentieux, les ordonnances (comme jadis les décrets-lois), édictées par l'autorité administrative dans le domaine de la loi, ne sont plus, une fois ratifiées par le Parlement, susceptibles de recours. Avant ratification, le Conseil d'État considère, selon une jurisprudence constante depuis 1907, que les actes pris par le gouvernement en vertu d'une délégation législative restent des actes administratifs soumis au contrôle contentieux du juge administratif.
Il n'existe plus sous la Ve République. Il a été remplacé par la procédure d'ordonnance régie par l'article 38 de la Constitution de 1958. À l'inverse des décrets-lois, les ordonnances législatives nécessitent l'approbation a posteriori du Parlement avant d'être intégrées dans le corpus législatif.

## Sous laIIIeRépublique
Le Parlement a délégué au gouvernement de la IIIe République sa compétence dans un domaine qui relève de la loi et qui, normalement, appartient au Parlement. 
La pratique des décrets-lois était régulièrement utilisée sous la IIIe République pour éviter la chute du gouvernement. La Chambre des Députés ou le Sénat pouvaient chacun de leur côté renverser librement le gouvernement par un vote de défiance. Or il était important que cette pratique de transfert des pouvoirs du législatif à l’exécutif s’opère au mieux afin de ne pas avoir à renverser sans cesse le gouvernement en place sous la IIIe République, donnant donc une certaine stabilité au régime. Cela n’a pas empêché la IIIe République d’être très instable ministériellement parlant.

## Sous laIVeRépublique
La pratique pourtant illégale et honnie des décrets-lois réapparaît sous des formes modifiées afin de rendre plus efficient le gouvernement du pays. Ainsi, le gouvernement requiert l'avis du Conseil d'État sur une possibilité constitutionnelle de demander des habilitations. Le Conseil d'État se prononce en faveur dans son avis du 6 février 1953, si bien que « le droit administratif conditionne donc en France le régime de la délégation législative contre le texte constitutionnel ». Le Parlement consent à de nouvelles délégations de compétence malgré l'article 13 qui dispose :

« L'Assemblée nationale vote seule la loi. Elle ne peut déléguer ce droit. »

La délégation de compétence prend trois formes distinctes.
Retour des lois d'habilitation
Les vrais décrets-lois finirent néanmoins par réapparaître. Des lois d'habilitation furent votées par le Parlement, comme celles du 11 juillet 1953 et du 14 août 1954 (pour les gouvernements Joseph Laniel et Pierre Mendès France respectivement). On retrouve les caractéristiques des lois d'habilitation de la IIIe République : délégation limitée dans le temps, décrets entrant en vigueur immédiatement, et ratification ultérieure du Parlement. Toutefois le domaine de la délégation est plus précis, et cette dernière est attachée au gouvernement qui en a été doté : si le gouvernement tombe[précision nécessaire] la loi d'habilitation n'est plus valable pour son successeur[réf. souhaitée].
Ces délégations de compétence avaient des avantages : elles permettaient de décharger le Parlement, souvent encombré, et elles limitaient les occasions offertes à l'Assemblée nationale de faire tomber un gouvernement sur un vote de défiance.

## Décrets-lois transitoires au début de laVeRépublique
Une disposition transitoire de la Constitution de 1958 d'origine (abrogée par la loi constitutionnelle no 95-880 du 4 août 1995, publiée au JO du 5 août 1995) prévoyait l'usage d'« ordonnances ayant force de loi » pendant une courte période afin d'assurer la transition entre les régimes des IVe et Ve Républiques.
Ces ordonnances extraordinaires, qui n'avaient pas besoin de ratification parlementaire, se comportaient comme des décrets-lois et ont donc pu être nommées comme telles dans la doctrine (par exemple la citation de CE Sect 12 févr. 1960, Société Éky, dans le point 1 du commentaire d'Ingénieurs Conseils dans le GAJA Dalloz 14e édition, opère une telle confusion linguistique).